# Shoal Lake (municipalité rurale)
Shoal Lake est une municipalité rurale du Manitoba située au sud-ouest de la province. La population de la municipalité s'établissait à 578 personnes en 2001. La ville de Shoal Lake est enclavée dans le territoire de la municipalité.

## Territoire
Les communautés suivantes sont comprises sur le territoire de la municipalité rurale:
- Oakburn
- Kelloe

## Référence
- (en) Cet article est partiellement ou en totalité issu de l’article de Wikipédia en anglais intitulé « Rural Municipality of Shoal Lake » (voir la liste des auteurs).